# Diagnostica enzimatica
Si parla di diagnostica enzimatica facendo riferimento ad enzimi che possono essere indicatori dell'attività di produzione dell'enzima o capaci di evidenziare "danni d'organi" poiché presenti in concentrazioni superiori a quelle riscontrabili di norma.
Alcuni enzimi sono d'interesse diagnostico perché capaci di evidenziare danni cellulari mediante la loro anomala presenza nei liquidi biologici (urina, saliva, plasma o siero). In tale circostanza, un ruolo di rilievo è svolto dagli isoenzimi, forme multiple di un enzima che catalizzano la stessa reazione, ma differiscono nella struttura o nella composizione in subunità. In condizioni patologiche si ha una fuoriuscita e un versamento nel torrente ematico pertanto un'analisi quantitativa di questi permette di risalire all'organo coinvolto. Esempi d'isozimi comunemente usati a scopo diagnostico sono offerti dalla lattato deidrogenasi, enzima tetramerico costituito da due catene polipeptidiche, M e H, dalla cui combinazione si hanno le isoforme M4, M3H, M2H2, MH3, H4. Quest'ultima è presente nel miocardio mentre M4 è prevalentemente espressa nel muscolo scheletrico pertanto, un aumento della loro attività in circolo, può essere correlato a infarto miocardico o distrofia muscolare. Altro enzima d'impiego routinario, è la creatina chinasi dimerica costituita da due differenti catene, B e M, da cui derivano gli isozimi BB, MB, MM. È noto che MM è la creatininfosfochinasi muscolare intendendo il muscolo scheletrico ed escludendo il muscolo cardiaco, BB è l'isoforma del cervello mentre MB riflette la condizione cardiaca.

## Enzimi di interesse diagnostico
Gli enzimi presenti nel sangue possono essere classificati in:
1) Enzimi plasma-specifici (sono secreti direttamente nel plasma e in esso svolgono le loro attività biologiche, come quelli coinvolti nella coagulazione del sangue o come la pseudocolinesterasi). 
Es. Trombina, fattore XII, fattore X, enzimi fibrinolitici etc.
2) Enzimi secreti (svolgono la loro funzione nei liquidi organici, come gli enzimi delle ghiandole esocrine).
Es. Lipasi, alfa-amilasi, tripsinogeno, colinesterasi, fosfatasi acida prostatica etc.
3) Enzimi cellulari (sono la maggioranza e svolgono la loro funzione all'interno della cellula. Dato che alcuni di questi enzimi hanno una localizzazione specifica, essi possono essere usati per capire la sede della lesione).
Es. Lattato deidrogenasi, creatina chinasi, aminostranferasi etc.

### Localizzazione intracellulare di alcuni enzimi
- Mitocondri: Aspartato aminotransferasi (AST), creatina chinasi (CK), isoenzima mitocondriale.
- Citoplasma: Aspartato aminotransferasi (AST), alanina aminotransferasi (ALT), isoenzima citosolico, isoenzimi della creatina chinasi, CK 1-3.
- Granuli citoplasmatici: Isoenzimi lattato deidrogenasi, LD 1-5.
- Lisosomi: Fosfatasi acida (ACP).
- Zimogeno: Amilasi (AMY), Lipasi (LIP), Tripsina immunoreattiva (IRT).
- Reticolo endoplasmatico: Gamma-glutamil transferasi (GGT).
- Membrana cellulare: Fosfatasi alcalina (ALP), gamma glutamil transferasi (GGT), Acetilcolina esterasi (ACE).